# Lupinus vernicius
Lupinus vernicius är en ärtväxtart som beskrevs av Joseph Nelson Rose. Lupinus vernicius ingår i släktet lupiner, och familjen ärtväxter. Inga underarter finns listade i Catalogue of Life.